# Ludwig Oldenburg
Ludwig Bernhard Hermann Oldenburg (* 25. April 1844 in Wildeshausen; † 11. März 1909 in Berlin) war ein deutscher Pädagoge, Journalist und Schriftsteller.

## Leben
Ludwig Bernhard Hermann Oldenburg wurde als Sohn eines Bauern in Wildeshausen, das zum Großherzogtum Oldenburg gehörte, geboren. Er wurde evangelisch getauft. Sein Vater war Johann Josef Hermann Oldenburg, seine Mutter Margareta Elisabeth Oldenburg geborene Fast. Als der Sohn drei Jahre alt war, zog die Familie nach Huntlosen. Dort verwaltete der Vater die Ziegelei. Später lebte die Familie in Steinloge, wo der Vater eine kleine Nebenbauerstelle bewirtschaftete.
Ludwig Oldenburg war zunächst Volksschullehrer. Er muss daher ein Lehrerseminar besucht haben. Offenbar unterrichtete er kurze Zeit im Jeverland, dann im Oldenburger Münsterland.
Er besuchte die Universität Jena. Er wurde 1874 zum Dr. phil. promoviert.
Er heiratete Margarethe Theilen. Ihr Sohn Georg Ludwig Bernhard Oldenburg wurde am 20. November 1874 im Fürstentum Birkenfeld, das eine linksrheinische Exklave des Großherzogtums Oldenburg war (heute Landkreis Birkenfeld, Rheinland-Pfalz), geboren.
Von 1873 bis 1883 war er Oberlehrer. Er unterrichtete Mathematik an der Realschule II. O. in Idar-Oberstein, das zum oldenburgischen Fürstentum Birkenfeld gehörte. 1878 veröffentlichte er als Beilage zum Programm (Schuljahresbericht) seiner Schule eine mathematische Abhandlung zur Analytischen Geometrie, „Über die Spirale“.
Oldenburg war überzeugter Liberaler. Er begann politische Texte zu schreiben und engagierte sich in der Fortschrittspartei (Freisinnige Volkspartei). Er gab den Beruf des Lehrers auf und wurde Journalist. Er wurde Redakteur bei liberalen Zeitungen. Bis 1889 war Oldenburg Redakteur der von Franz Duncker begründeten Volks-Zeitung in Berlin (Vorläufer der Berliner Volks-Zeitung). Von 1891 bis 1895 war er leitender Redakteur des Breslauer General-Anzeiger, danach in derselben Position ein Jahr lang beim Oberschlesischen Tageblatt in Kattowitz. Er kehrte nach Berlin zurück. Rund ein Jahrzehnt lang bis zu seinem Tod 1909 war er Redakteur bei der Vossischen Zeitung.
Die Volks-Zeitung war eine linksliberale bürgerliche Zeitung, zeigte aber offene Sympathie für die Sozialdemokratie und war gegenüber der Monarchie kritisch. 1889 gingen Staatsanwaltschaft und Polizei massiv gegen die Zeitung vor, setzten sich vor den Gerichten jedoch nicht völlig durch.
Aufgrund des Sozialistengesetzes (Reichsgesetz gegen die gemeingefährlichen Bestrebungen der Sozialdemokratie) wurde die Volks-Zeitung verboten, weil sie der Revolution vom März 1848 in Berlin positiv gedacht und als Verdienst der Arbeiterschaft dargestellt hatte („Ein Gedenktag“, 17. März 1889, Nr. 65). Parallel gingen Staatsanwalt und Polizei wegen anderer Anlässe gegen die Zeitung vor. Oldenburg wurde wegen Majestätsbeleidigung angeklagt. Er übernahm die presserechtliche Verantwortung für einen am 9. März 1889 (Nr. 58) veröffentlichten Artikel über Kaiser Wilhelm I., dessen Verfasser nicht genannt worden war. Der Artikel war am Todestag des verstorbenen Kaisers erschienen. Als Autor wurde der Chefredakteur Franz Mehring vermutet. Oldenburg wurde als nomineller Verantwortlicher („Sitzredakteur“) belangt. Zwei weitere Redakteure wurden als Zeugen vorgeladen.
Oldenburg verweigerte die Angabe des Namens. Er bestritt eine Beleidigung des Kaisers oder dessen Enkel Wilhelm II. Die vierte Strafkammer des Landgerichts I Berlin sprach Oldenburg am 25. Mai 1889 frei. Am selben Tag verhandelte es über eine Beleidigung des Reichskanzlers Bismarck aufgrund eines Leitartikels am 13. Februar 1889 („Uf!“, Nr. 39). Bismarck stellte selbst den Strafantrag. Der Redakteur bestritt die Beleidigung. Das Gericht verurteilte Oldenburg zu 150 Mark Geldstrafe, alternativ 15 Tagen Gefängnis; Bismarck wurde eine Gegendarstellung in der Volks-Zeitung und im Reichsanzeiger zugestanden.
Gegen den Freispruch legte die Staatsanwaltschaft Revision beim Reichsgericht Leipzig ein. Oldenburg wurde vom Reichstagsabgeordneten August Munckel (Freisinnige Volkspartei) verteidigt, der häufig in politischen Prozessen auftrat. Das Reichsgericht verwarf die Revision. Das Zeitungsverbot wurde von der zentralen Berufungsstelle, der „Reichscommission“, im April 1889 aufgehoben.
Der Redaktion der Vossischen Zeitung gehörte er etwa ein Jahrzehnt lang an, zuletzt als Ressortleiter für Innenpolitik. Als er 1909 starb, wurde sein Nachfolger Carl Kundel von der Freisinnigen Zeitung (Berlin).
In der Vossischen Zeitung publizierte Oldenburg eine Artikelserie norddeutscher „Kulturskizzen“, die von einigen Zeitungen im Reich nachgedruckt wurde. Daraus entstand 1903 ein Buch. Unter dem Titel Nu man to, Jan! : Erzählungen aus dem niedersächsischen und oldenburgischen Volksleben veröffentlichte er eine Sammlung von 23 Novellen, die nicht nur folkloreartig aus dem deutschen Nordwesten erzählten, sondern auch politische Begebenheiten und Porträts beinhaltete und damit Oldenburgs idealistische und radikaldemokratische Gesinnung spiegelten.
In der Rezension in Die schöne Literatur, Beilage zum Literarischen Zentralblatt für Deutschland, hieß es, Oldenburg „kennt Land und Leute seines niedersächsisch-oldenburgischen Bezirkes genau; mit ihren Schwächen und ihrer markigen Energie treten uns die Bewohner der Heide, der Marschen und Moore in charakterischen Silhouetten entgegen [...] Die klare, einfache Sprache, an markanten Stellen in der Mundart, die mit Recht nur wenig verwendet wird, da sie das glatte Lesen hemmend würde, ist dem ideenkreise der eingeführten Personen trefflich angepasst. Kurz, das Buch gehört zu dem besten seiner Art.“
Rezensent Anton Lohr in der Münchner Allgemeinen Rundschau, Wochenschrift für Politik und Kultur, nannte das Buch „reine Heimatkunst“, hier „überwiegt das kultur-historische Moment über das künstlerische. Oldenburg steht auch an technischer Gewandtheit und leichter Suada hinter den meisten zeitgenössischen Belletristen zurück. Er ist etwas schwerflüssig, geradeso wie seine Sachsen. Aber die kennt er innen und außen wie sich selber und weiß sie in allen Lebenslagen und Berufsständen mit großer Anschaulichkeit zu zeichnen. Dazu genügen ihm oft wenige charakteristische Striche, namentlich wenn er seine Leute in dramatischen Konfliktsmomenten zeigt, an denen das Buch reich ist. Aber auch der Humor kommt zu seinem Rechte, ein gutmütiger, wirklich künstlerischer Humor, so dass auch dieses Buch alles in allem eine genussreiche Lektüre zu bieten vermag.“
Oldenburg starb nach langer, schwerer Krankheit im Alter von 64 Jahren im Krankenhaus Friedrichshain in Berlin. Er hinterließ seine Frau Margarete.
In einem Nachruf der Vossischen Zeitung hieß es, die Presse und Literatur verlören in ihm „eine Persönlichkeit von kraftvoller, knorriger Eigenart, die literarische Verkörperung jenes Niedersachsentums, in dem er mit jeder Faser seines Wesens gewurzelt“ habe. Seine Novellen hätten nur einen Teil seines Talents gezeigt. Er sei ein hervorragender Politikjournalist mit umfassender Bildung gewesen.

## Werke (Auswahl)
- Ueber die Spiralen. Mit einer lithographischen Tafel. J. Hehner's Buchdruckerei: Idar-Oberstein 1878 [16 Seiten und Tafel, Realschule II. O., Oberstein-Idar, im oldenburgischen Fürstenthum Birkenfeld, Beilage zum Programm] GoogleBooks
- Nu man to, Jan! : Erzählungen aus dem niedersächsischen und oldenburgischen Volksleben. Berlin: Hofmann, 1903. OCLC 251611519
- „Der Landpastor. Eine Kulturskizze aus den niedersächsischen Hochmooren.“ [ursprünglich erschienen in der Vossischen Zeitung, Berlin] Der Beobachter : ein Volksblatt aus Schwaben, 5. August 1902, S. 1 Digitalisat
- „Alleweil. Eine Skizze aus dem birkenfeldischen Volksleben“. [ursprünglich erschienen in der Vossischen Zeitung, Berlin] Der Beobachter : ein Volksblatt aus Schwaben, 21. September 1902, S. 1 Digitalisat
- „Bauernbaron und Dorfschulmeister. Eine Skizze aus dem niedersächsischen Volksleben“.[ursprünglich erschienen in der Vossischen Zeitung, Berlin] Der Beobachter : ein Volksblatt aus Schwaben, 11. März 1902, S. 1 Digitalisat
- „Harter Sinn. Eine Skizze aus dem niedersächsischen Bauernleben“. [ursprünglich erschienen in der Vossischen Zeitung, Berlin] Der Beobachter : ein Volksblatt aus Schwaben, 13. September 1902, S. 1 Digitalisat